# گرو، پاکستان
گرو (به انگلیسی: Garu) یک منطقهٔ مسکونی در پاکستان است که در شهرستان نوشهره واقع شده‌است. گرو ۴۰۴ متر بالاتر از سطح دریا واقع شده‌است.